# Sågdammen (Hova socken, Västergötland, 652296-140570)
Sågdammen är en sjö i Gullspångs kommun i Västergötland och ingår i Göta älvs huvudavrinningsområde.